# 장계 홍패 및 장말손 백패·홍패
장계 홍패 및 장말손 백패·홍패(張桂 紅牌 및 張末孫 白牌ㆍ紅牌)는 인동 장씨의 조상인 장계(張桂)와 그의 후손인 장말손(張末孫)에게 과거에 급제한 것을 알리는 합격증서이다. 1969년 2월 19일 대한민국의 보물 제501호로 지정되었다.

## 개요
장계 홍패 및 장말손 백패·홍패(張桂 紅牌 및 張末孫 白牌ㆍ紅牌)는 인동 장씨의 조상인 장계(張桂)와 그의 후손인 장말손(張末孫)에게 과거에 급제한 것을 알리는 합격증서로 총 3점이며, 인동 장씨가문에서 소장하고 있다. 장계에게 내린 홍패는 고려 충렬왕 31년(1305)에 내린 것으로 서체는 행서체이다. 장말손에게 내린 백패는 조선 단종 1년(1453)에 진사시험 2등 제7인에 합격한 증서이고, 홍패는 세조 5년(1459)에 문과의 병과 제3급에 합격한 증서이다.
이 가운데 장계의 홍패는 조선시대와는 서식도 다르고, 지공거, 동지공거 등의 직함과 성명이 표시되어 있어 우리나라 과거제도를 연구하는데 도움이 된다.

## 같이 보기
- 과거제
- 조선의 과거 제도

## 참고 자료
- 장계 홍패 및 장말손 백패·홍패 - 국가유산청 국가유산포털